# Serrat de Sant Pere (Llanars)
|  | Aquest article tracta sobre la Serrat de Sant Pere del Ripollès. Vegeu-ne altres significats a «Serrat de Sant Pere (Navàs)». |

El Serrat de Sant Pere és una serra situada als municipis de Llanars i Vilallonga de Ter (Ripollès), amb una elevació màxima de 1.133,2 metres.